# Újezd u Černé Hory
Újezd u Černé Hory település Csehországban, a Blanskói járásban. Újezd u Černé Hory Skalička, Černá Hora, Hluboké Dvory, Lubě, Milonice, Malá Lhota, Malhostovice és Lažany településekkel határos. Lakosainak száma 275 fő (2024. január 1.).

## Népesség
A település lakosságának változását az alábbi diagram mutatja:
| Lakosok száma | 336  | 311  | 351  | 298  | 325  | 254  | 263  | 268  | 275  | 275  |
|               | 1869 | 1890 | 1921 | 1950 | 1980 | 2001 | 2017 | 2019 | 2022 | 2024 |